# Katarzyna Telniczanka
Katarzyna z Ochstatów Kościelecka, Katarzyna Telniczanka (ur. krótko po 1480, zm. między 25 sierpnia a 10 września 1528 w Wilnie) – kochanka Zygmunta I Starego, następnie żona podskarbiego koronnego Andrzeja Kościeleckiego.

## Pochodzenie
W źródłach z epoki Katarzyna nazywana była fraw Katrina Tilliczerin, fraw Katharina von Stelnycz albo Catarina de Elschtyn. Wymienione formy nazwiska traktuje się jako zniekształcenia pierwotnej postaci nazwiska de Telnitz. W dokumentach kancelarii królewskiej, która uchodzi za najlepiej poinformowaną, Katarzyna występuje pod nazwiskiem de Thelnycz bądź de Telnycz. Należy też zaznaczyć, że syn Katarzyny, późniejszy biskup wileński, w dokumentach z lat 1510–1512 występował jako Jan de Ochstat. Musiało być to nazwisko matki, a nie ojca, którym był Zygmunt I Stary, pochodzący z rodu Jagiellonów.
Katarzyna pochodziła zapewne z morawskiej rodziny Ochstatów (von Ochsstadt), jednak w źródłach występuje najczęściej jako Katarzyna Telniczanka, od morawskiej wsi Telnitz (czes. Telnice). Wiadomo, że miała siostrę Małgorzatę, która poślubiła mieszczanina ołumunieckiego, Lenhardta Hohesteigera. Po śmierci Małgorzaty w 1517, Katarzyna przekazała wszystkie jej klejnoty szwagrowi, zaś wszelkie nieruchomości pozostawiła sobie.
Pochodzenie stanowe Katarzyny Telniczanki nie zostało bezpośrednio poświadczone w źródłach z epoki, jednak teorię wiążącą ją z czeskim rodem rycerskim można wykluczyć. Wieś Telnice (Telnitz) nie była nigdy siedzibą rodu rycerskiego, który wywodziłby swoje nazwisko od jej nazwy. Dopiero w roku 1501 wieś została zakupiona przez ród szlachecki Pernsteinów, który był w jej posiadaniu aż do roku 1560. Mimo że w dyspensie papieskiej z roku 1510 Katarzyna Telniczanka została nazwana soluta de nobili genere procreata, należy przyjąć, że była to jedynie forma grzecznościowa, ponieważ rodzina szlachecka tego miana nie występuje w źródłach morawskich.

## Związek z królewiczem Zygmuntem
Zapewne na początku 1498 nawiązała romans z księciem Zygmuntem, późniejszym królem polskim, z którym miała troje dzieci:
- Jana – biskupa wileńskiego i poznańskiego,
- Reginę – żonę Hieronima Szafrańca z Pieskowej Skały,
- Katarzynę – żonę Jerzego II, hrabiego Montfort(inne języki) (w literaturze niemieckiej mąż Katarzyny nazywany jest Georg III von Montfort-Bregenz-Pfannberg).

## Małżeństwo z podskarbim Kościeleckim
Katarzyna została oficjalnie odsunięta około 1509 r., gdy król zaczął zastanawiać się poważnie nad zawarciem małżeństwa. Zapewnił jej jednak zabezpieczenie w postaci rocznej pensji w wysokości 100 dukatów, kamienicy na ul. Brackiej w Krakowie oraz doprowadził do małżeństwa ze swoim współpracownikiem, dyplomatą i działaczem gospodarczym, podskarbim Andrzejem Kościeleckim. Wywołało to wielkie oburzenie krewnych, demonstrowane np. wychodzeniem z senatu, gdy pojawiał się tam podskarbi.
Zapewne pod koniec 1509 roku Katarzyna wyszła za mąż za podskarbiego wielkiego koronnego Andrzeja Kościeleckiego. Mąż Katarzyny zmarł 6 września 1515, po sześciu latach małżeństwa. Krótko po śmierci męża, Katarzyna urodziła pogrobową córkę Beatę, matkę znanej z przygód Halszki Ostrogskiej.

## Pobyt w Wilnie
Ostatnie lata życia Katarzyna spędziła u boku syna Jana w Wilnie, na którego wywierała znaczny wpływ. Uczestniczyła w dworskich zabawach, trudniła się znachorstwem i czarami. Próbowała wejść w głębsze relacje z biskupem przemyskim Piotrem Tomickim oraz kanclerzem wielkim koronnym Krzysztofem Szydłowieckim. Katarzyna Kościelecka zmarła w Wilnie i została pochowana 11 grudnia 1528 w kościele na Kleparzu w Krakowie.